# Spisak likova serije Zločinački umovi: Preko granice
Ово је списак ликова у америчкој полицијској процедуралној драми Злочиначки умови: Преко границе која је премијерно приказана 16. марта 2016. године на CBS-у у Сједињеним Државама.

## Преглед
| Лик            | Глумац                | Положај                                                         | Сезоне | Сезоне |
| Лик            | Глумац                | Положај                                                         | 1      | 2      |
| -------------- | --------------------- | --------------------------------------------------------------- | ------ | ------ |
| Џек Гарет      | Гери Синис            | Надзорни посебни агент/Шеф јединице                             | Главна | Главна |
| Клара Сегер    | Алана де ла Гарза     | Старија наздорна посебна агенткиња/Лингвистичка специјалисткиња | Главна | Главна |
| Метју Симонс   | Данијел Хени          | Надзорни и операциони посебни агент                             | Главна | Главна |
| Рас Монтгомери | Тајлер Џејмс Вилијамс | Технички аналитичар                                             | Главна | Главна |
| Меј Џарвис     | Ени Фанк              | Надзорна посебна агенткиња/Медицинска вештакиња                 | Главна | Главна |

## Главни

### Џек Гарет
Џек Гарет, кога игра Гери Синис, је ветеран ФБИ-ја са 20 година искуства. Џек је шеф јединице Екипе за међународно реаговање (ЕМР-а) који је усавршен за решавање случајева у које су укључени амерички држављани на међународном тлу. Кроз свој посао, он дели личну историју са Ароном Хочнером и Дејвидом Росијем из Јединице за анализу понашања ФБИ-ја и Кларом Сегер из своје екипе. У свом приватном животу, Гарет је ожењен супругом Карен (Шери Стрингфилд) и заједно имају шесторо деце, Рајана, Џека млађег, Џоси, РЏ-а, Мили и Ему. Његов син Рајан је недавно примљен у Академију ФБИ-ја, што га је забринуло, јер би се Рајан тиме изложио опасности као агент. Његова ћерка Џози је недавно отишла на факултет. Гарет озбиљно схвата свој посао и нада се да ће свет учинити безбеднијим местом за живот своје породице.

### Клара Сегер
Клара Сегер, коју игра Алана де ла Гарза, је паметна, путујућа и вишејезична културна антропологиња и посебна агенткиња у Екипи за међународно реаговање (ЕМР-у). Пре него што се поново придружила ЕМР-у 2016. године, Сегерова је била удата за човека по имену Бред који је био колега агент и, као и она, познавао је Џека. Године 2013. узела је одсуство из ФБИ-ја пошто је њен муж Бред преминуо из непознатих разлога, са чиме се Клара тешко носила. Касније се, невољно, вратила у ЕМР 2016. године.
Лик се није појавио у пробној епизоди серије („Преко границе“), већ је уместо тога заменио „правну стручњакињу и лингвисткињу Лили Ламберт“ коју је играла Ана Ган у првој епизоди (16. марта 2016). Када је де ла Гарза разговарала за Yahoo! у марту 2016. године, одушевљено је говорила о лакоћи и удобности гардеробе лика: ципеле са равном потпетицом, карго панталоне и широке мајице.
Сегерова је културна антропологиња која се враћа у Екипу за међународно реаговање Федералног бироа за истраге у првој сезони након двогодишњег одмора након смрти колегинице и супруга. Течно говори 13 језика, међу којима и француски и тајландски, што је усложавало де ла Гарзину глуму: „Било ми је тешко да то некако прогутам и учиним да звучи веродостојно. [...] На тајландском, постојала је реченица коју сам морала да кажем, а коју сам стално понављала као питање, али је заправо била изјава. Рекла сам: 'Ово се осећа непријатно.' То је као да претренирате свој мозак.“

### Рас Монтгомери
Рас „Монтиј“ Монтгомери, кога игра Тајлер Џејмс Вилијамс, технички је аналитичар у Екипи за међународна реаговања (ЕМР-у). Монти има извесну прошлост и пријатељство са техничком аналитичарком Јединице за анализу понашања ФБИ-ја Пенелопи Гарсијом. Баш као и Гарсија, он одржава позитиван став, иако га показује на другачији начин. Поред посла техничког аналитичара, он одржава везу са породицама жртава на америчкој домовини док је остатак његове групе одсутан.

### Меј Џарвис
Меј Џарвис, коју игра Ени Фанк, је медицинска вештакиња и посебна агенткиња у Екипи за међународно реаговање (ЕМР-у) ФБИ-ја. Млада и храбра, Меј има забаван однос старијег брата и млађе сестре са Симонсом и била је у ФБИ-ју искључиво као медицинска истражитељка пре него што је доведена у ЕМР као стална медицинска истражитељка како би заобилазила бирократске поступке у разним земљама. Џарвисова је кратко била верена, али је касније отказала венчање због своје посвећености послу у ЕМР-у.

## Епизодни

### Карен Гарет
Карен Гарет, коју игра Шери Стрингфилд, удата је за Џека Гарета и мајка је њихово петоро деце.

### Џоси Гарет
Џоси Гарет, коју игра Британи Уомолеале, је средња ћерка од петоро деце Џека и Карен Гарет.

### Кристи Симонс
Кристи Симонс, коју игра Кели Фрај, удата је за Метјуа Симонса и мајка је њихово четворо деце.

### Џејк Симосн
Џејка Симонса, кога игра Езра Дјуи, син је Метјуа и Кристи Симонс и Дејвидов брат близанац.

### Дејвид Симонс
Дејвида Симонса игра Деклан Вејли, син је Метјуа и Кристи Симонс и Џејксов брат близанац.

### Рајан Гарет
Рајан Гарет, кога игра Мет Коен, је најстарији син Џека и Карен који се тренутно обучава на Академији ФБИ-ја и иде очевим стопама.

### Из серијеЗлочиначки умови
- Дејвид Роси – глуми га Џо Мантења.
Роси се појавио у првој епизоди прве сезоне „Онај штетан“. У уводној сцени епизоде, Роси је на стрелишту ФБИ-ја са Џеком Гаретом. Касније се поново појавио у епизоди друге сезоне „Чудоиште“ у којој је помагао ЕМР-у док су били на случају у Фиренци у Италији.
- Пенелопи Гарсија – коју глуми Кирстен Вангснес.
Појавила се у трећој епизоди прве сезоне „Порицање“. У уводној сцени епизоде, Гарсија тражи своју шољу за кафу са хоботницом коју је узео Рас Монтгомери. Касније се вратила у премијери друге сезоне „Изгубљене душе“ у којој је помогла Монтију да пронађе породице жртава док је ЕМР истраживао масовну отмицу у Танзанији.
- Емили Прентис – коју глуми Паџет Брустер.
Прентисова се појавила у епизоди друге сезоне „Тип А“ у којој је помогла ЕМР-у да пронађе непознатог субјекта активног у Њујорку и на Тајвану.
- Матео „Мет“ Круз – кога је играо Есаи Моралес.
Појавио се у епизоди друге сезоне „Коштуњави“, у којој је позвао Џека у вези са подацима о његовом сину Рајану.

## Извори
1. 1 2  https://www.tvguide.com/news/criminal-minds-beyond-borders-premiere-meet-the-team/
2. ↑  http://www.latimes.com/entertainment/tv/la-et-st-criminal-minds-beyond-borders-review-20160316-column.html
3. 1 2  https://www.tvguide.com/news/criminal-minds-beyond-borders-premiere-meet-the-team/
4. ↑  https://www.yahoo.com/entertainment/criminal-minds-beyond-borders-alana-204846043.html
5. ↑  https://deadline.com/2015/07/alana-de-la-garza-annie-funke-cast-criminal-minds-beyond-borders-1201479787/